# マリナ・マハティール
マリナ・マハティール（マレー語: Marina Mahathir、1957年5月11日- ）は、マレーシアの社会政治活動家、作家。マレーシアの第4代および第7代首相、マハティール・ビン・モハマドとシティ・ハスマの長女。サセックス大学卒業。
マリナはマレーシアとアジア太平洋地域でHIV / AIDSの予防、治療、ケアと支援に関する多くの問題に取り組んだ。2010年12月、マリナはHIV/AIDSとの戦いにおけるボランティア活動に対して国際連合年間人物賞を受賞した。
2016年3月30日、マリナはフランス政府から「彼女の多くの事業に対する声とカリスマ性」に対してレジオンドヌール勲章を授与された。授与理由として、マレーシアAIDS協議会や移民との仕事が挙げられている。

## 私生活
1998年6月7日、マリナは有名なインドネシアの写真家であるタラ・ソスロワルドヨ（Tara Sosrowardoyo）と結婚した。彼らには2人の娘と1人の息子がいる。